# Musei reali dell'arte e della storia
I Musei reali dell'arte e della storia (in francese: Musées royaux d'art et d'histoire (MRAH), neerlandese: Koninklijke Musea voor Kunst en Geschiedenis (KMKG)) sono un gruppo di musei di Bruxelles.

## Descrizione
Tale complesso è costituito dai seguenti edifici:
- Museo del Cinquantenario, sito presso il parco del Cinquantenario
- Porta di Halle, antica porta cittadina fortificata
- Museo degli strumenti musicali
- Musei Estremo Oriente di Bruxelles